# Raimond-Bérenger II de Barcelone
Pour les articles homonymes, voir Raimond et Bérenger.
Ne doit pas être confondu avec Raimond-Bérenger II de Provence.
Raimond-Bérenger II (1053-1082), aussi connu comme Tête d'étoupe pour son épaisse chevelure, fut comte de Barcelone entre 1076 et 1082.

## Biographie
Fils de Raimond-Bérenger Ier et de Almodis de la Marche et frère, probablement jumeau, de Bérenger-Raimond II (1053-1096).
Il épouse Mahaut de Pouille, fille de Robert Guiscard et de la princesse Lombarde Sykelgaite de Salerne, avec qui il a Raimond-Bérenger III.
Il meurt assassiné par son jumeau. Sa veuve se remarie avec Aymeri Ier, vicomte de Narbonne.